# Fazil Iskander
Fazil Abdúlovich Iskander (en ruso: Фазиль Абдулович Искандер; Sujumi, Abjasia; 6 de marzo de 1929-Peredélkino, Moscú; 31 de julio de 2016) fue un escritor soviético y ruso de origen abjasio, conocido en la antigua Unión Soviética por sus descripciones de la vida del Cáucaso escritas en ruso.
Su padre de origen iraní fue deportado del país en 1938, y el muchacho vivió en la familia de las parientes de su madre abjasia. Siendo uno de los más importantes intelectuales abjasios, se distanció de la lucha separatista abjasia de finales de la década de 1980 y criticó a las comunidades georgianas y abjasias de Abjasia por sus prejuicios étnicos. Advirtió que Abjasia podría convertirse en un nuevo Alto Karabaj.
Su novela picaresca Sandró de Cheguem, que cuenta la vida en un pueblo abjasio -situado a los pies de los montes de Kodori en el distrito de Ochamchira- desde el inicio del siglo XX hasta la década de 1970, ha sido considerada como un ejemplo de realismo mágico, aunque Iskander ha declarado no tener interés por el realismo mágico latinoamericano. Una parte de la novela en la cual el protagonista, Sandró, conoce a Iósif Stalin fue hecha película titulada El festín de Baltasar, o una noche con Stalin (Пиры Балтасара, или ночь со Сталиным), en 1989.
Recibió el Premio Estatal de la Unión Soviética en 1989, el Premio Pushkin en 1993, el Premio Estatal de la Federación de Rusia en 1994 y el Premio Triunfo en 1999. Sus libros han sido traducidos a decenas de idiomas, incluso español.

## Biografía

### Primeros años
Fazil Abdúlovich Iskander nació en 1929 en la cosmopolita ciudad portuaria de Sujumi, la capital de la República Socialista Soviética de Abjasia (entonces parte de la URSS) de un padre iraní (Abdul Ibraguímovich Iskander) y una madre abjasia (Leili Jasánovna Iskander). Su padre fue deportado a Irán en 1938 y enviado a un campo penal donde murió en 1957. Su padre fue víctima de las políticas de deportación de Iósif Stalin de las minorías nacionales del Cáucaso. Como resultado, Fazil y su hermano Firidún y su hermana Guiulí fueron criados por la familia abjasia de su madre. Fazil solo tenía nueve años en ese momento. Fazil was only nine years old at that time.

### Carrera profesional
El intelectual más famoso de Abjasia, se hizo famoso por primera vez a mediados de la década de 1960 junto con otros representantes del movimiento de "prosa joven" como Yuri Kazakov y Vasili Aksiónov, especialmente por lo que quizás sea su mejor historia, Sozvezdie kozlotura (1966), traducida de diversas maneras como "La constelación de Goatibex", "La constelación de la cabra-búfalo" y "Constelación de Capritaurus". Está escrito desde el punto de vista de un joven periodista que regresa a su Abjasia natal, se une al personal de un periódico local y se ve envuelto en la campaña publicitaria de un animal de granja recién producido, un cruce entre una cabra y una capra caucasica; una "sátira notable de la genética de Lysenko y de las campañas agrícolas de Nikita Jruschov, fue duramente criticada por mostrar a la Unión Soviética de mala manera".
Probablemente es más conocido a nivel internacional por Sandró de Cheguem, una novela picaresca que narra la vida en un pueblo de Abjasia desde los primeros años del siglo XX hasta la década de 1970, que evocó elogios para el autor como "el Mark Twain abjasio. El humor de Iskander, como el de Twain, tiene una tendencia a acercarse a usted en lugar de golpearlo en la cabeza". Este trabajo entretenido, divertido e irónico ha sido considerado como un ejemplo de realismo mágico, aunque el propio Iskander dijo que "no le interesaba el realismo mágico latinoamericano en general". La novela fue escrita en 1966 y publicada por primera vez en 1973. Además, se hicieron cinco películas basadas en partes de la novela.
Iskander se distanció de los esfuerzos secesionistas abjasios a fines de la década de 1980 y criticó a las comunidades georgianas y abjasias de Abjasia por sus prejuicios étnicos y advirtió que Abjasia podría convertirse en un nuevo Nagorno-Karabaj. Más tarde, Iskander residió en Moscú y fue escritor para el periódico Kultura.
El 3 de septiembre de 2011, se descubrió una estatua del personaje literario de Iskander, Chik, en el muelle Muhajir de Sujumi. Iskander falleció el 31 de julio de 2016 en su residencia en Peredélkino, con 87 años.

## Obras
Prosa
- Sandró de Cheguem (Сандро из Чегема) (1973) (novela)
- Un hombre y sus alrededores (Человек и его окрестности) (1992-1993) (novela)
- Pshada (Пшада) (1993)
- Yacimiento de hombre (Стоянка человека) (1990) (novela corta)
- Conejos y serpientes (Кролики и удавы) (1982) (novela corta)
- Bajo la sombra de un nogal (Под сенью грецкого ореха) (1979) (novela corta)
- Constelación Capriegócero (Созвездие Козлотура) (1966) (novela corta)
- Cuentos de Chik (Pассказы о Чике) (1983)

Libros de versos
- Las sendas de montaña (Горные тропы) (1957)
- La bondad de la tierra (Доброта земли) (1959)
- La lluvia verde (Зеленый дождь) (1969)
- El bosque en verano (Летний лес) (1969)
- El camino (Путь) (1987)

Pieza de teatro
- Café en la mar (Кофейня в море) (1988)